# Berberin
Berberin je přírodní alkaloid, který se nachází v mnoha rostlinách (především v kořenech, kmenu a kůře dřišťálu a mléku vlaštovičníku). V krystalické formě vytváří nažloutlé krystalky rozpustné v ethanolu.